# ヨウ化水素
ヨウ化水素（ヨウかすいそ）とは、強酸性の無機化合物の一種。ハロゲン化水素のうち、ヨウ素と水素からなる化合物である。強い刺激臭を持つ無色の気体。毒物及び劇物取締法に定める劇物に該当する。

## 性質
分子式は、HI。分子量は 127.90、融点は −50.8 ℃、沸点は −35.1 ℃。強酸のひとつである（pKa = −10）。ヨウ素と水素は電気陰性度に差がほとんどなく分子の極性は小さいが、ヨウ化物イオンのイオン半径が大きく水素イオンとの静電気力が小さく電離しやすいため、ヨウ化水素は強酸となる。還元力が強く、空気中の酸素に触れると容易に酸化を受けヨウ素の赤紫色を呈する。
水に極めて溶解しやすい気体であり、水溶液はヨウ化水素酸 (hydroiodic acid) と呼ばれ、おもに57%水溶液（d=1.70g cm−3, 7.6mol dm−3）が市販されている。塩化水素および臭化水素と同様に水に対する溶解熱はきわめて大きい。
{\displaystyle {\ce {HI(g)<=>{H^{+}(aq)}+I^{-}(aq)}}},　　　{\displaystyle {\mathit {\Delta }}H^{\circ }=-81.67{\mbox{kJ mol}}^{-1}}

## 製法・反応

### 製法
ヨウ素と水の混合物に冷却しながら赤リンを加えると発生する。
{\displaystyle {\ce {{2P}+ {5I2}+ 8H2O -> {10HI}+ 2H3PO4}}}

### 反応
ヨウ化水素酸をエーテルに作用させ、エーテル結合を開裂させるとアルコールとヨウ化アルキルを生ずる。
{\displaystyle {\ce {{R-O-R'}+ HI -> {R-OH}+ R'I}}}